# Gangi

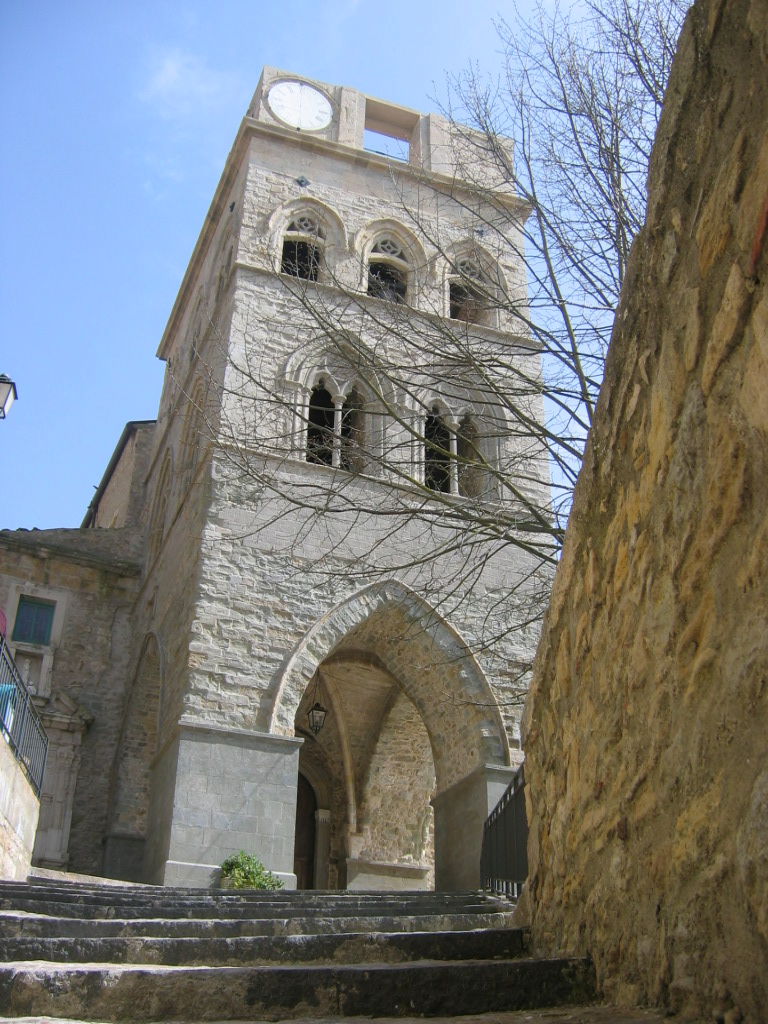
Een toren in Gangi

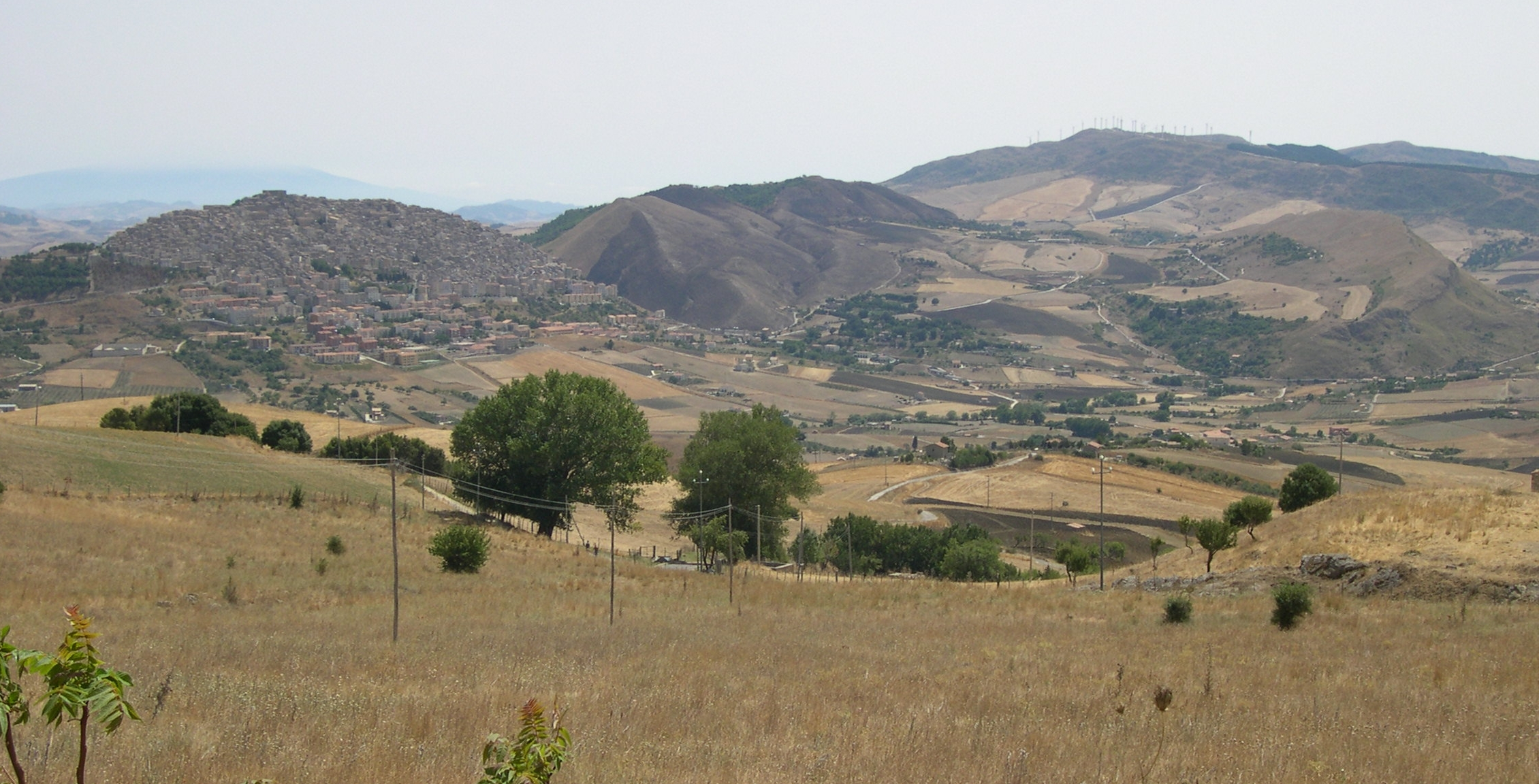
Een uitzicht op het dorp

Gangi is een gemeente in de Italiaanse provincie Palermo (regio Sicilië) en telt 7449 inwoners (31-12-2004). De oppervlakte bedraagt 127,1 km², de bevolkingsdichtheid is 59 inwoners per km².
Volgens een legende in de Grieks-Romeinse oudheid bevond zich in Gangi de Griekse stadsstaat Engyon.

## Demografie
Gangi telt ongeveer 2863 huishoudens. Het aantal inwoners daalde in de periode 1991-2001 met 6,9% volgens cijfers uit de tienjaarlijkse volkstellingen van ISTAT.
| Jaar | Inwoneraantal |
| ---- | ------------- |
| 1991 | 8176          |
| 2001 | 7614          |

## Geografie
De gemeente ligt op ongeveer 1011 m boven zeeniveau.
Gangi grenst aan de volgende gemeenten: Alimena, Blufi, Bompietro, Calascibetta (EN), Enna (EN), Geraci Siculo, Nicosia (EN), Petralia Soprana, Sperlinga (EN).

## Geboren
- Giuseppe Andaloro (1904-1968), bandiet